# Manawa
Manawa és una població dels Estats Units a l'estat de Wisconsin. Segons el cens del 2000 tenia 1.330 habitants.

## Demografia
Segons el cens del 2000, Manawa tenia 1.330 habitants, 530 habitatges, i 324 famílies. La densitat de població era de 307,5 habitants per km².
Dels 530 habitatges en un 30,9% hi vivien nens de menys de 18 anys, en un 50,2% hi vivien parelles casades, en un 7% dones solteres, i en un 38,7% no eren unitats familiars. En el 34,2% dels habitatges hi vivien persones soles el 19,6% de les quals corresponia a persones de 65 anys o més que vivien soles. El nombre mitjà de persones vivint en cada habitatge era de 2,41 i el nombre mitjà de persones que vivien en cada família era de 3,16.
Per edats la població es repartia de la següent manera: un 27,4% tenia menys de 18 anys, un 6,5% entre 18 i 24, un 27,6% entre 25 i 44, un 17,2% de 45 a 60 i un 21,4% 65 anys o més.
L'edat mediana era de 37 anys. Per cada 100 dones de 18 o més anys hi havia 89 homes.
La renda mediana per habitatge era de 34.500 $ i la renda mediana per família de 52.656 $. Els homes tenien una renda mediana de 34.886 $ mentre que les dones 22.969 $. La renda per capita de la població era de 16.886 $. Aproximadament el 5,6% de les famílies i el 9,8% de la població estaven per davall del llindar de pobresa.

## Poblacions més properes
El següent diagrama mostra les poblacions més properes.